# Carles Guinovart
Carles Guinovart i Rubiella (født 10. marts 1941 i Barcelona, Spanien - død 1. oktober 2019) var en spansk/catalansk komponist, professor og lærer.
Guinovart studerede komposition på Musikkonservatoriet Liceo i Barcelona, og det Kongelige Musikkonservatorium i Barcelona hos bl.a. Xavier Montsalvatge. Han studerede også i Paris hos Olivier Messiaen og i Darmstadt. Guinovart har skrevet en symfoni, orkesterværker, kammermusik, koncertmusik, instrumentalværker, vokalmusik etc. Han underviste som professor og lærer i komposition på mange musikkonservatorier både indlands og i udlandet, f.eks. det Kongelige Musikkonservatorium i Barcelona.

## Udvalgte værker
- Symfoni (i to satser) (1978) - for orkester